# Русская Кучава
Русская Кучава (укр. Руська Кучава) — село в Великолучковской сельской общине Мукачевского района Закарпатской области Украины.
Население по переписи 2001 года составляло 89 человек. Почтовый индекс — 89633. Телефонный код — 3131. Занимает площадь 0,368 км². Код КОАТУУ — 2122783404.